# تالبوت فرانسه
تالبوت فرانسه (انگلیسی: Talbot France) شرکت خودروسازی فرانسوی بود، که در سال ۱۹۱۶ توسط شرکت داراک تأسیس شد و در سال ۱۹۵۹ منحل گردید.